# Балада про танкістів
«Балада про танкістів» (пол. Ballada o pancernych), також відома як «Тривожні дощі» (пол. Deszcze niespokojne) — польськомовна балада у виконанні Едмунда Феттінґа, текст якої написала Аґнєшка Осецька, а музику — Адам Валяцинський. Вона була створена як лейтмотив для воєнного телесеріалу «Чотири танкісти та собака», який транслювався з 1966 по 1970 рік. У пісні розповідалося про солдат, що подорожують зі своїм собакою у танку, воюють, сподіваючись вижити у Другій світовій війні.

## Історія
Пісня була створена як лейтмотив для воєнного телесеріалу «Чотири танкісти та собака», який транслювався польським телеканалом «Telewizja Polska» з 1966 по 1970 рік. Спочатку для написання музики до серіалу був найнятий польський композитор та піаніст Войцех Кіляр. Однак, невдовзі він покинув постановку, і його замінив Адам Валяцинський, який написав музику до лейтмотиву «Ballada o pancernych». Спочатку керівництво телевізійної мережі не було зацікавлене в мелодії. Вони змінили свою думку щодо музики після того, як Валяцинський доручив Агнешці Осецькій написати слова. Пісню виконує Едмунд Феттінґ у вступних титрах серіалу.
Другий та третій куплети пісні були використані як лейтмотив серіалу, тоді як перший куплет був опущений. У серіалі було використано дві версії пісні: перша, з гітарним акомпанементом, — у першому сезоні, а друга версія, під акомпанемент оркестру, — в другому та третьому сезонах. Перший епізод серіалу під назвою «Екіпаж» вийшов в ефір 9 травня 1966 року, а останній епізод під назвою «Дім» вийшов в ефір у 1970 році.
Пісню також перекладали та робили кавери для дубляжу чеської та німецької версій фільму «Чотири танкісти та собака».

## Текст пісні
| Оригінальний текст | Український переклад |
| --- | --- |
| Na łąkach kaczeńce, A na niebie wiatr, A my na wojence, Oglądamy świat, Na łąki wrócimy Tylko załatwimy Parę ważnych spraw Może nie ci sami, Wrócimy do mamy, I do szkolnych ław. Deszcze niespokojne, Potargały sad A my na tej wojnie ładnych parę lat. Do domu wrócimy W piecu napalimy Nakarmimy psa Przed nocą zdążymy Tylko zwyciężymy A to ważna gra. Na niebie obłoki, Po wsiach pełno bzu Gdzież ten świat daleki Pełen dobrych snów. Powrócimy wierni My czterej pancerni Rudy i nasz pies… My czterej pancerni, Powrócimy wierni, Po wiosenny bez. | А луги квітують В небі вітерець Крізь війну до миру Йдем ми навпростець. На луги вернемось Тільки розберемо Кілька різних справ, Може і не всі ми Повернемсь до мами І до парт своїх. Л'ють дощі тривожно, Розірвавши світ. Ми на цій війні вже В пеклі кілька літ. Як вернемсь додому, Піч розпалим знову, Нагодуєм пса. Ми до ночі встигнем І здолать зумієм, То - значна є гра. Де ти мир далекий Повен добрих снів. Білі хмарки в небі І бузок садів. Четверо танкістів Танком в'їдем в місто «РУДИЙ!» і наш пес… За бузком весіннім Ми як друзі вірні Повернемось в дім. |

## Нотатки
1. ↑  Адам Валяцинський (пол. Adam Walaciński; 18 вересня 1928, Краків — 3 серпня 2015, там же) — польський композитор класичної, кіно- та театральної музики,  журналіст і музичний педагог, професор Краківської музичної академії. Заслужений діяч культури Польщі. Лауреат Державної премії ПНР (1966).